# Tortula apiculata
Tortula apiculata là một loài rêu trong họ Pottiaceae. Loài này được (Hedw.) Turner mô tả khoa học đầu tiên năm 1804.